# RealSports Volleyball
RealSports Volleyball ist eine Sportsimulation, die 1982 für das Atari 2600 herausgebracht wurde. Es ist das einzige Volleyballspiel, welches jemals für diese Spielkonsole erschien. 2010 wurde es im Rahmen des Game Room für Microsoft Windows und Xbox 360 wiederveröffentlicht.

## Spielprinzip
Ziel dieser Beachvolleyball-Simulation ist es, als erster 15 Punkte zu erzielen, sei es gegen einen Mitspieler oder die KI. Jedes Team besteht aus zwei Figuren. Sätze gibt es nicht, jedoch werden zum Gewinn der Spielrunde zwei Punkte Vorsprung benötigt. Notfalls gibt es eine Verlängerung, bis einer der Spieler den nötigen Vorsprung erreicht hat.
Es gibt zweimal zwei Spielmodi (jeweils mit und ohne Pass, Einzel- oder Mehrspieler). Zusätzlich lässt sich noch die Geschwindigkeit des Balls einstellen. Im Verlaufe des Spiels wandert die Sonne über den Bildschirm und bei Anbruch der Dunkelheit ist der Schatten des Balls, welcher als Orientierung dienen kann, nicht mehr zu sehen. Somit steigert sich bei guten Spielern der Schwierigkeitsgrad.

## Rezeption
In der zeitgenössischen deutschen Presse wurde das Spiel offenbar nicht weiter besprochen, Ausnahme bildet die Tele Action 4/83, wobei keine Wertung vergeben wurde. Auf der deutschen Website Atari Computermuseum erhält das Spiel 8,2 / 10 Sternen. Die Website Nexgam ermittelt durch die User eine Wertung von 7,3 Punkten.
Laut AtariAge erreicht das Spiel bei Video Game Critic 82 %, bei MobyGames wird eine Bewertung von 56 % erreicht.